# Schloss Döben

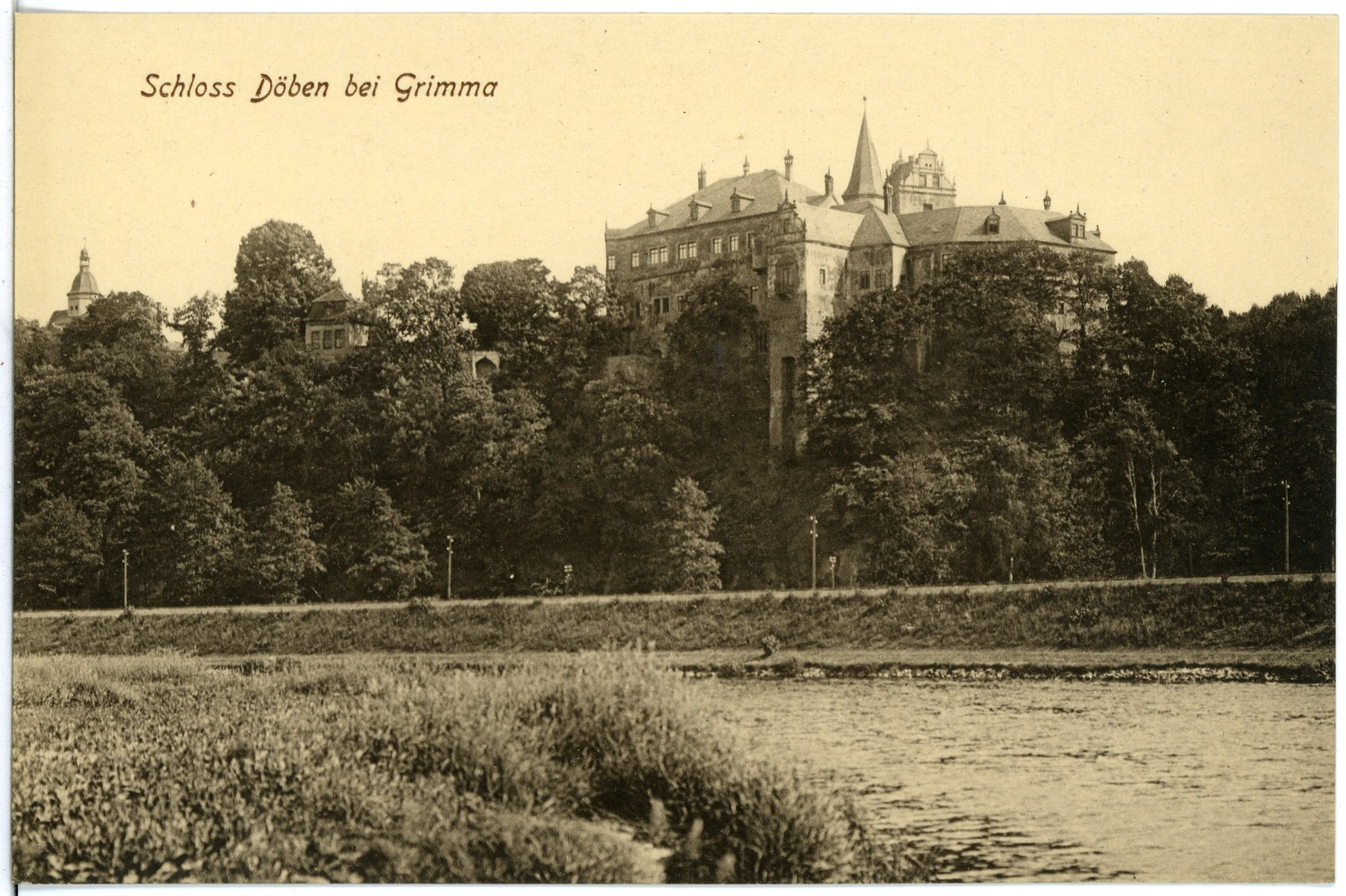
Schloss Döben (1915)

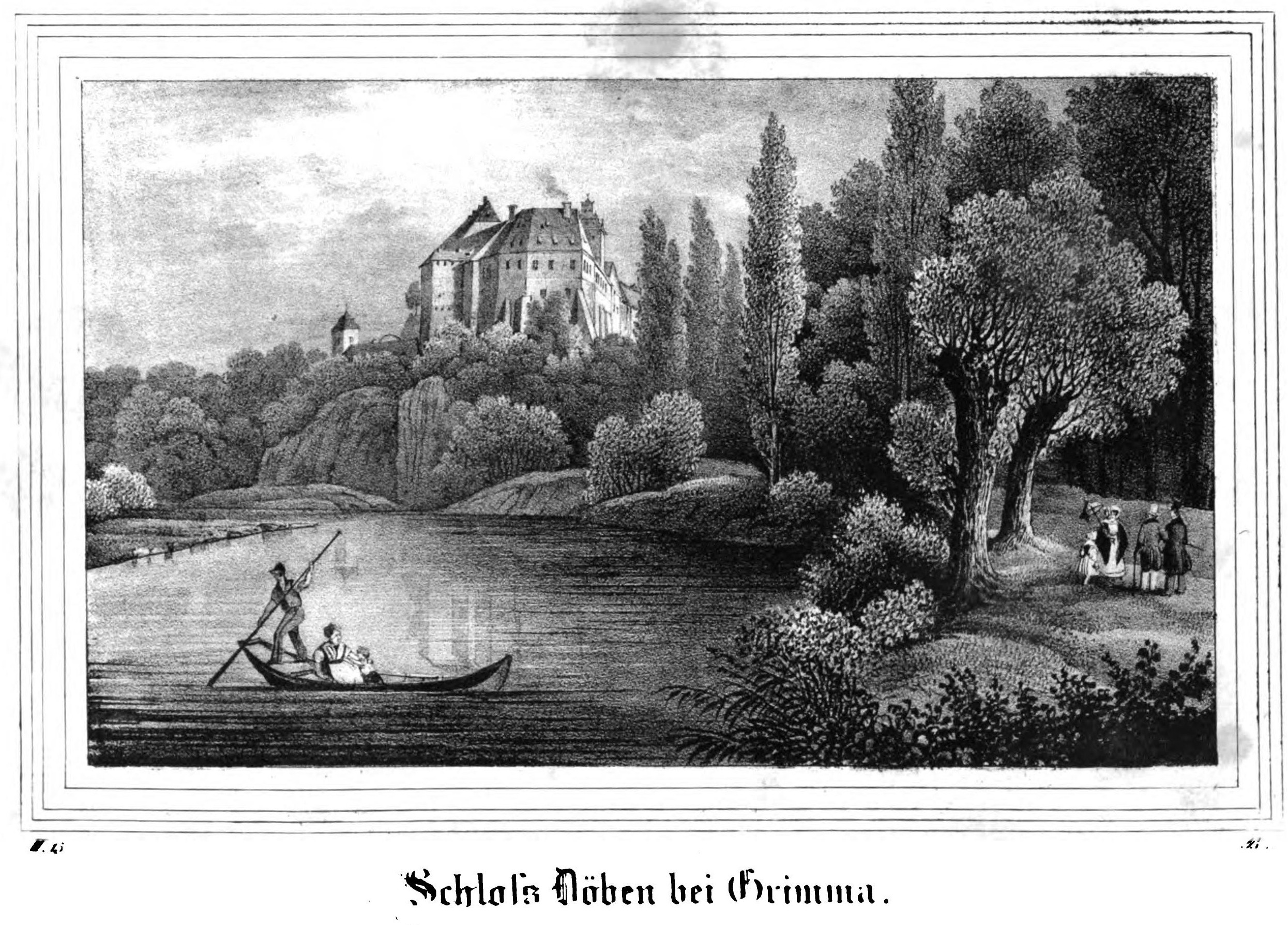
Schloss Döben vor dem Brand von 1857 (um 1836)

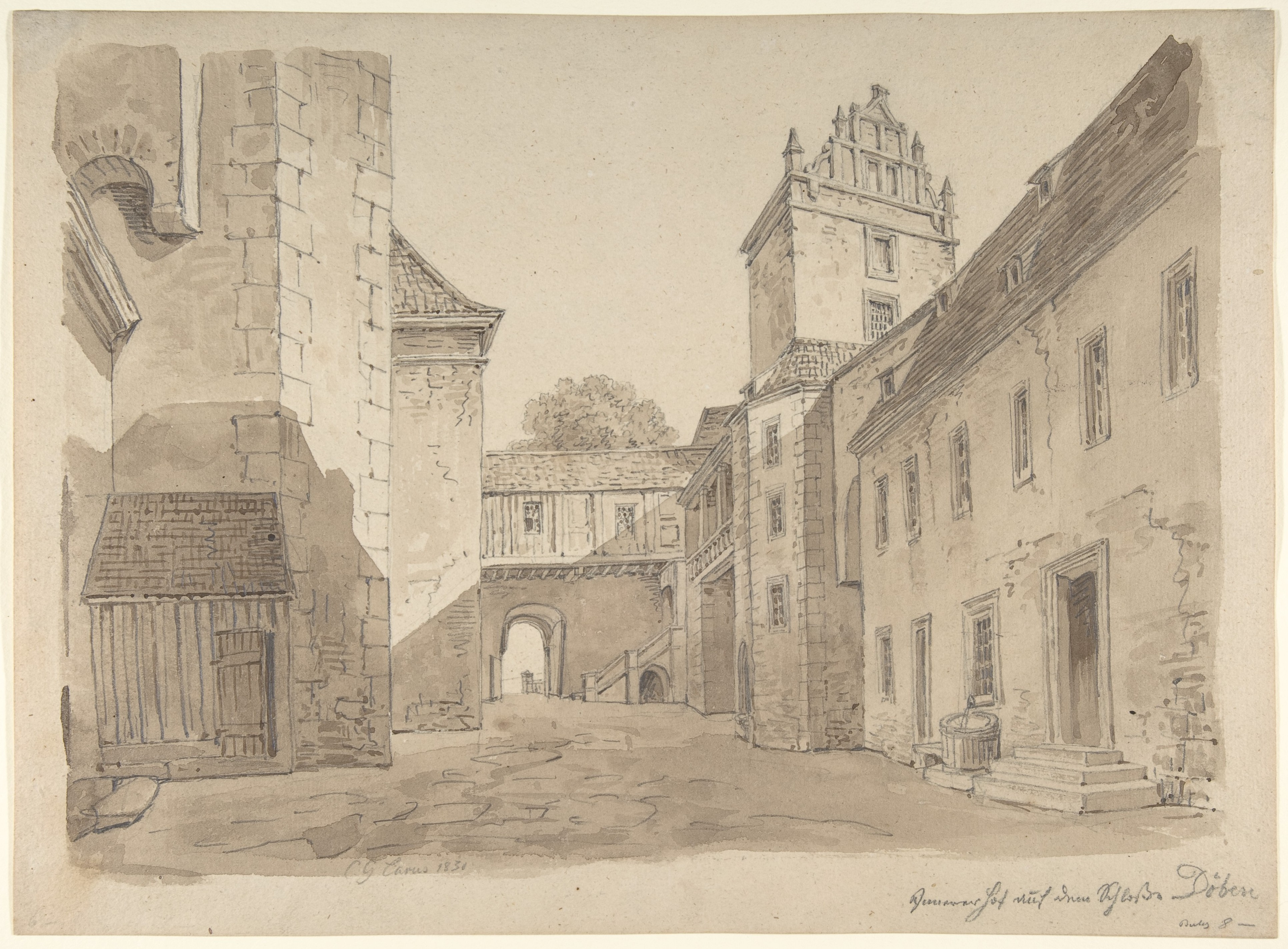
Carl Gustav Carus, Blick auf den Innenhof des Döbener Schlosses

Das Schloss Döben, befindlich in Döben, einem Ortsteil von Grimma, ist ein ehemaliges Rittergut, das seine Ursprünge im 10. Jahrhundert hat.

## Geographische Lage
Der Schlosshof Döben befindet sich im Norden des Orts in der Schloßstraße am Steilufer über der Mulde.

## Geschichte
Im frühen 10. Jahrhundert wurde das eroberte slawische Siedlungsgebiet durch deutsche Burgwarde entlang der Mulde befestigt. Im königlichen Auftrag sicherten die Döbener Burggrafen einen Muldenübergang. Wahrscheinlich eroberte 1117 Wiprecht von Groitzsch diesen Burgward und zerstörte ihn dabei. Im Jahr 1185 erfolgte die Ernennung der Burg Döben zur Reichsburg und die Einsetzung von Reichsburggrafen. Hier auf der Burg hielt Albrecht der Stolze 1188 seinen Vater im Taubenturm gefangen, bis ihn Kaiser Friedrich Barbarossa befreite. Nachdem die Burggrafen von Döben etwa 100 Jahre ihren Sitz auf der Burg Döben hatten, kam die Anlage im Jahr 1286 unter die Herrschaft der Markgrafen von Meißen aus dem Haus Wettin. Die Burgherrschaft ging zu Beginn des 14. Jahrhunderts an die Burggrafen von Leisnig.
Die Herren von Luppa übernahmen um 1400 die Burggrafschaft Döben als Lehen, bevor sie durch Heirat im Jahr 1440 an die Familie von Maltitz überging. Unter ihnen wurde um 1500 das Rittergut im Bereich der Burg errichtet, welches ab 1551 nachweislich die Grundherrschaft über Döben ausübte. Christoph von Maltitz verkaufte das Rittergut Döben im Jahr 1556 an die Familie von Hirschfeldt, welche das Gut wiederum im Jahr 1569 an Elias von Canitz verkaufte. Ab 1580 gehörte das Rittergut Döben den Herren von Schönfeld. Die in der Folgezeit zum Schloss umgebaute Burg Döben befand sich seit 1661 im Besitz der Familie von Arnim. Das Schloss kam durch Heirat im Jahr 1783 an die Familie von Below (auch: von Böhlau genannt), welche das Rittergut bis 1945 besaßen.
Ein Großbrand 1857 zerstörte das Gebäude nahezu völlig, und es erfolgte ein Neuaufbau im Stil der Neorenaissance. Bauherr war der Parlamentarier Otto von Böhlau. Späterer Erbe wurde sein Sohn der auch zusätzlich noch mit Haubitz ein Rittergut bei Grimma besaß. Bei der Einnahme und Besetzung Sachsens am Ende des Zweiten Weltkriegs wurde das Schloss im April 1945 durch amerikanischen Artilleriebeschuss zerstört. Nachdem Carl (Karl) von Böhlau im Jahr 1945 verstorben war, erbte formell sein Neffe Carl Daniel von Hoenning O’Carroll den Grundbesitz, der wiederum mit Luise von Böhlau-Döben verheiratet war. Er selbst war der Sohn der Luise Margarete von Böhlau-Döben und des Generalleutnants Konstantin von Hoenning O’Carroll.
Im Zuge der Bodenreform in der Sowjetischen Besatzungszone ab 1945 wurde er allerdings im Herbst 1945 enteignet und die landwirtschaftlichen Flächen mit Einführung der Bodenreform durch Neubauern genutzt. Das durch die Kriegseinwirkungen teilweise beschädigte Schloss wurde geplündert und zusehends zur Baumaterialgewinnung genutzt. Einige Gebäude des Ensembles dienten nach 1945 Flüchtlingen und Vertriebenen (sogenannten Umsiedlern) als Wohnung. Nachdem der Schlosskomplex zunehmend verwahrloste, wurde er aus Sicherheitsgründen im Jahr 1971 gesprengt.
Gegenwärtig wird das Schlosshofgelände durch den Freundeskreis „Dorf und Schloss Döben e. V.“ sowie die Familie von Below wiederbelebt. Mit Fördermitteln der EU und der Deutschen Stiftung Denkmalschutz, Spenden von Privatpersonen sowie Privatmitteln der Eigentümer konnten unter anderem die ehemalige Brauerei wiederaufgebaut und historische Burggräben freigelegt werden. 2007 wurde im Schlossgarten, zur Erinnerung an seinen Aufenthalt in Sachsen, eine Büste des japanischen Militärarztes, Dichters und Übersetzers Mori Ōgai installiert. Im Frühjahr 2012 wurde der West-Trümmerhang des Schlosses durch Baumfällarbeiten freigelegt, die einen erheblichen Eingriff in das Naturschutzgebiet Döbener Wald darstellten.

## Trivia
Der auf einem fiktiven Kriminalfall basierenden, 1970 im Verlag Neues Leben erschienenen Jugendroman „Die versunkene Flaschenpost“ des in Nerchau geborenen Autors Siegfried Fischer,  handelt minutiös in und um Schloss- und Dorf Döben.
Die detailgetreue Beschreibung der Örtlichkeiten und der Lebensumstände ihrer Bewohner machen das Buch zu einem authentischen Zeitzeugnis der sechziger Jahre dieser Gegend.
So werden darin auch die Ereignisse, die zur Zerstörung des Schlosses am Ende des Zweiten Weltkriegs führten, und der Zustand des Schlosses kurz vor seiner Sprengung anschaulich beschrieben.

## Gallery

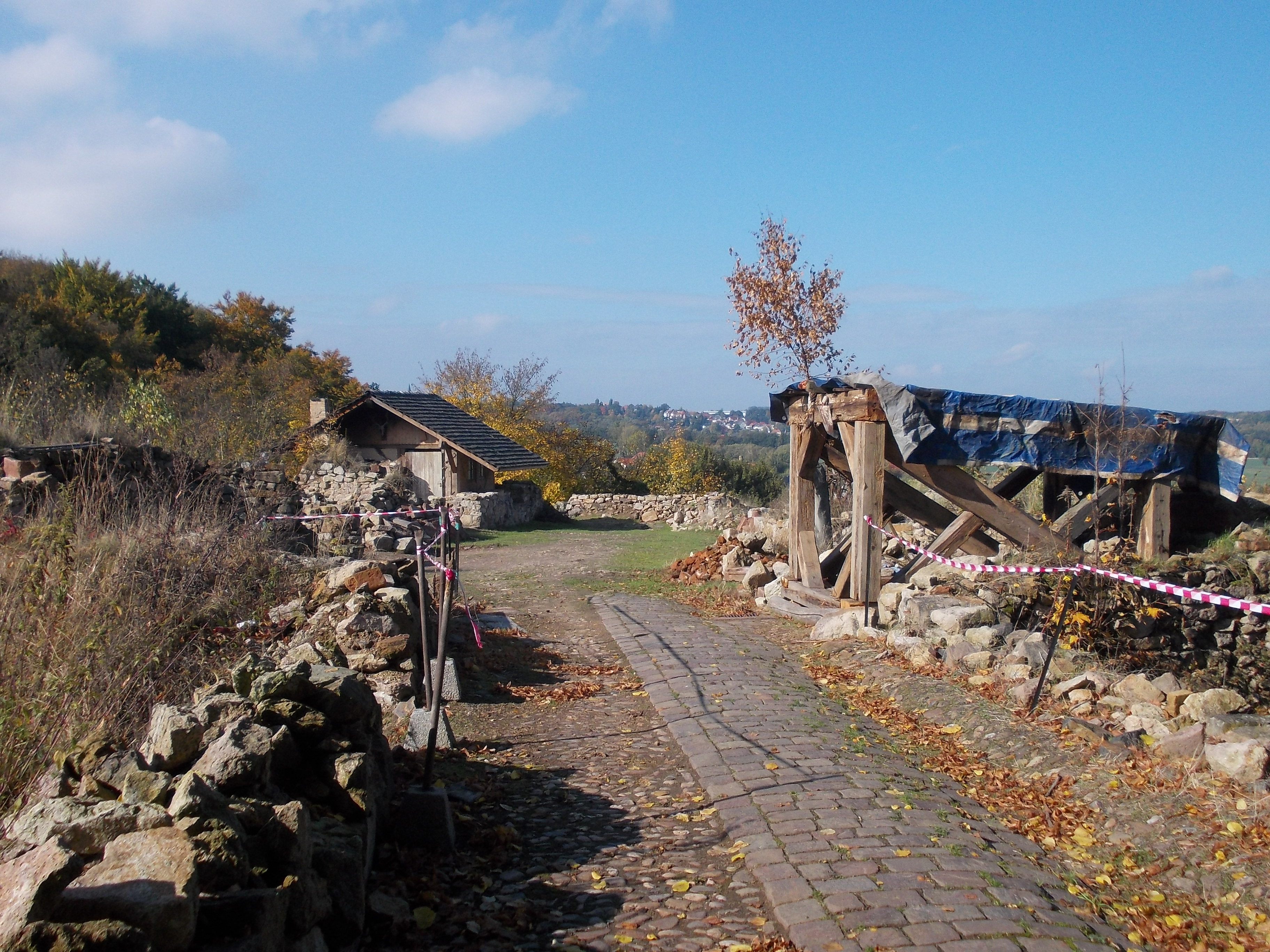
Schloss-Ruine
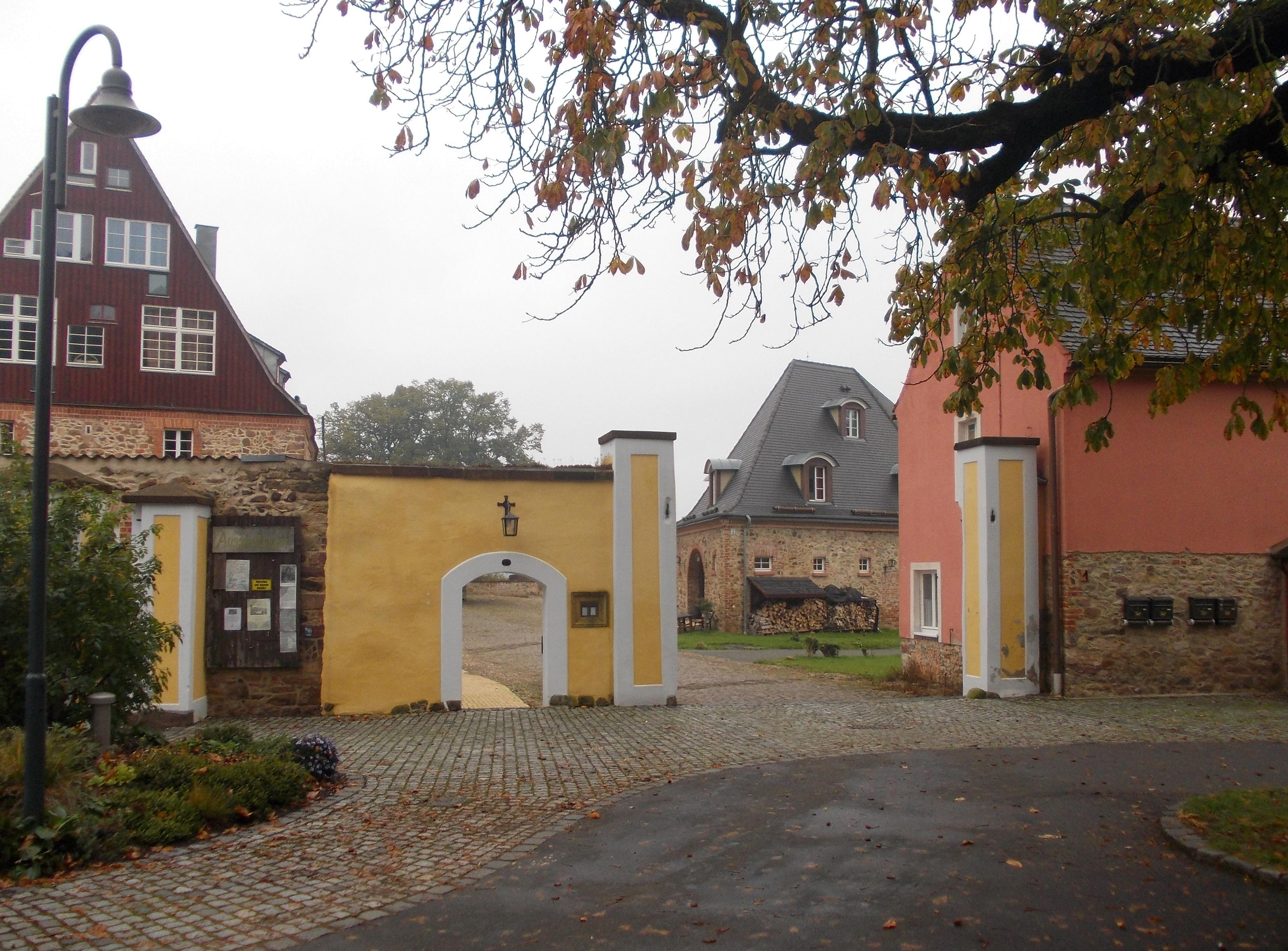
Einfahrt zum Gutshof
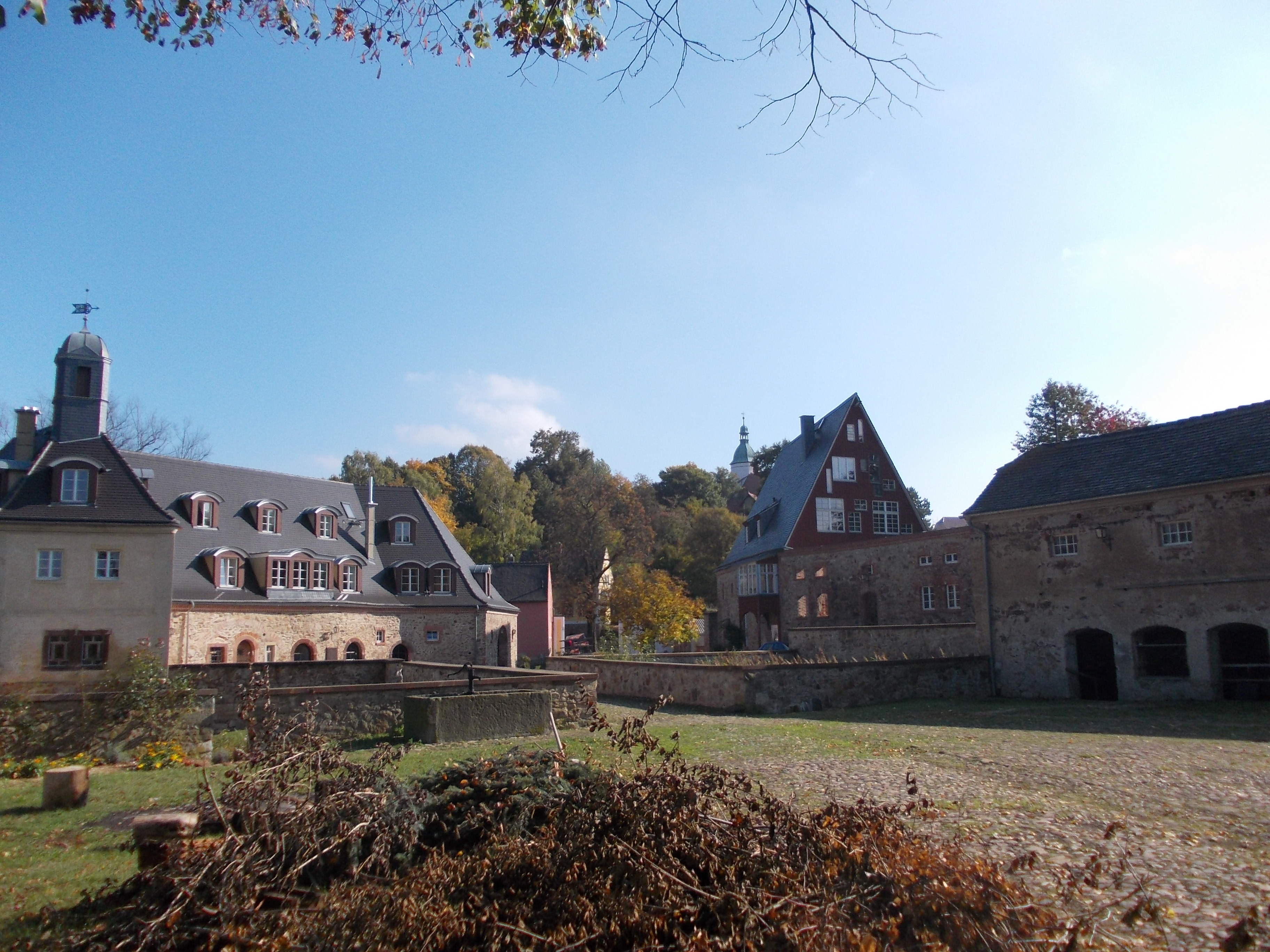
Das Gutshof-Gelände
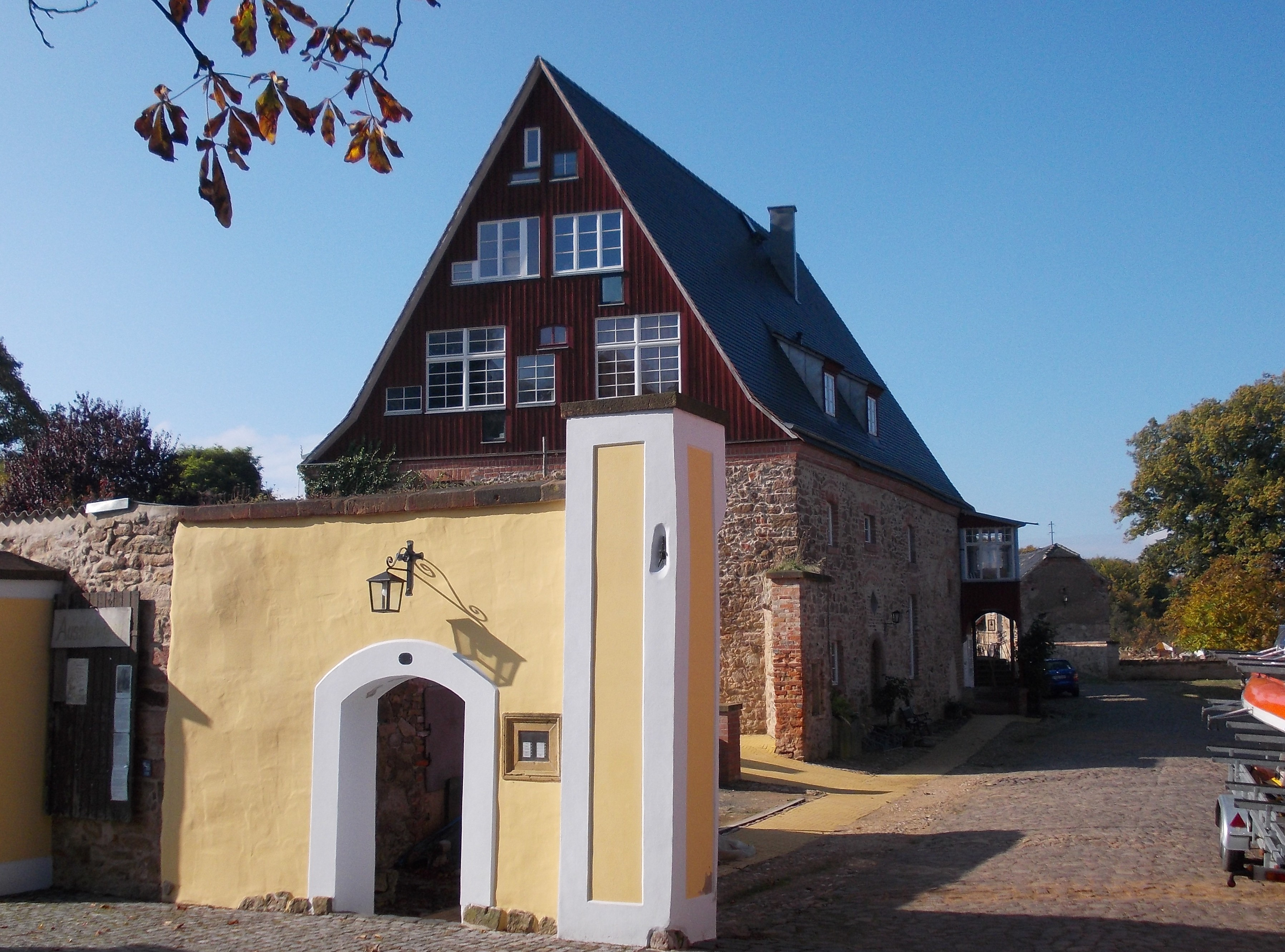
Gutsgebäude
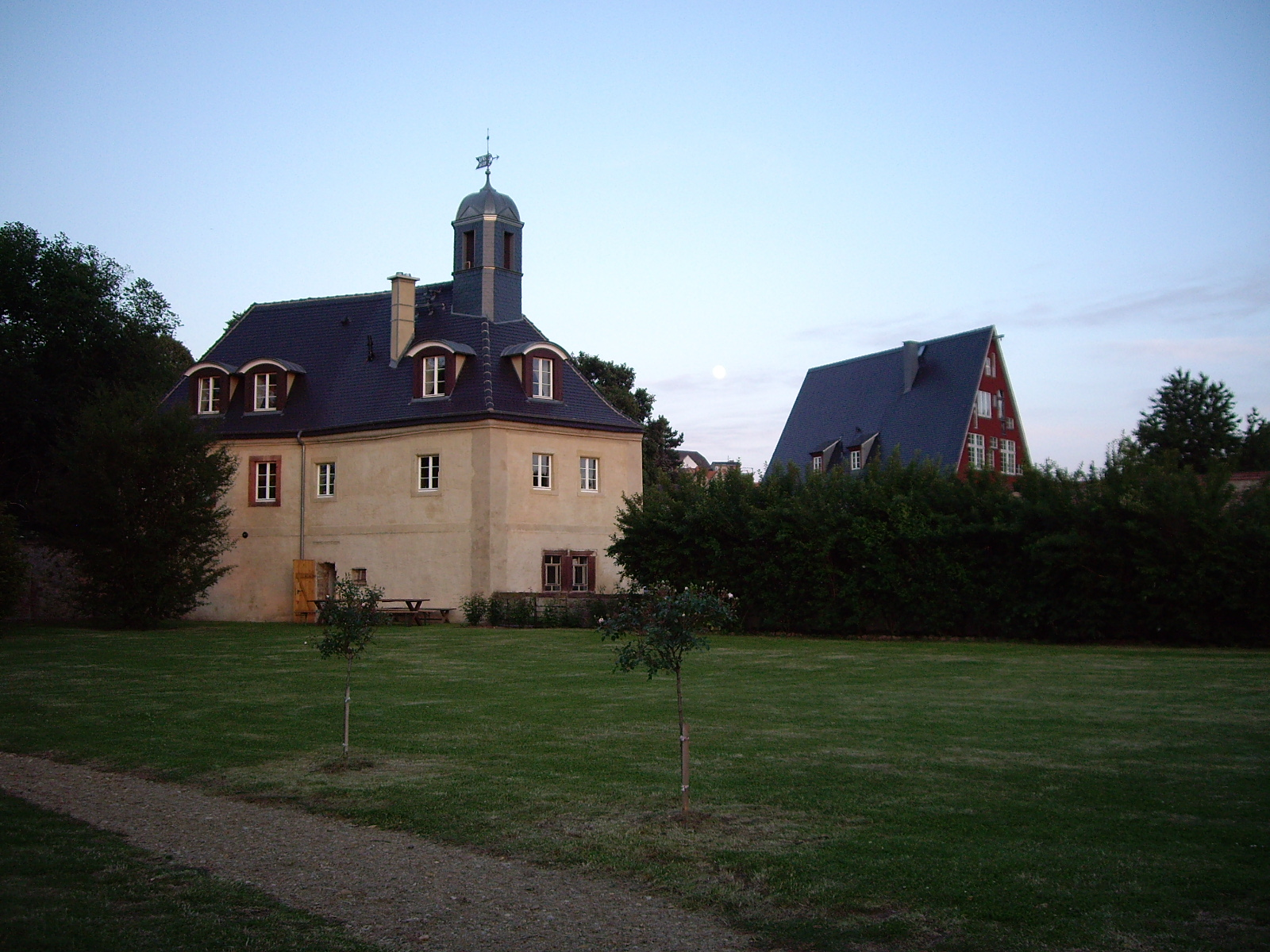
Ehemalige Brauerei